# Lassie e la squadra di soccorso
Lassie e la squadra di soccorso (Lassie's Rescue Rangers) è una serie televisiva animata prodotta dalla Filmation e incentrata sul personaggio di Lassie. L'11 novembre 1972 la rete televisiva ABC ha trasmesso un episodio pilota della durata di un'ora nel programma contenitore The ABC Saturday Superstar Movie. La serie invece è stata trasmessa sullo stesso canale dal 15 settembre al 22 dicembre 1973.

## Personaggi
- Lassie
- Ben Turner: doppiato da Ted Knight (ed. originale) e Rino Bolognesi (ed. italiana)
- Laura Turner: doppiata da Jane Webb (ed. originale) e Mariella Furgiuele (ed. italiana)
- Jackie Turner: doppiato da Keith Sutherland (ed. originale) e Giorgio Locuratolo (ed. italiana)
- Ben Turner Jr.: doppiato da Lane Scheimer (ed. originale)
- Susan Turner: doppiata da Erika Scheimer (ed. originale)
- Gene Fox: doppiato da Hal Harvey (ed. originale) e Stefano Onofri (ed. italiana)

## Episodi
| Nº USA | Nº ITA | Titolo originale                          | Titolo italiano                  | Prima TV USA      | Prima TV Italia |
| ------ | ------ | ----------------------------------------- | -------------------------------- | ----------------- | --------------- |
| 1      | 1      | Lassie and the Spirit of Thunder Mountain | La montagna del tuono (1ª parte) | 11 novembre 1972  |                 |
| 1      | 2      | Lassie and the Spirit of Thunder Mountain | La montagna del tuono (2ª parte) | 11 novembre 1972  |                 |
| 2      | 3      | The Animals Are Missing                   | Gli animali sono assenti         | 15 settembre 1973 |                 |
| 3      | 4      | Mystic Monster                            | Il mostro spaziale               | 22 settembre 1973 |                 |
| 4      | 5      | Lassie's Special Assignment               | Operazione Lassie                | 29 settembre 1973 |                 |
| 5      | 6      | The Imposters                             | Gli impostori                    | 6 ottobre 1973    |                 |
| 6      | 7      | Deadly Cargo                              | Carico mortale                   | 13 ottobre 1973   |                 |
| 7      | 8      | Grizzly                                   | L'orso bruno                     | 20 ottobre 1973   |                 |
| 8      | 9      | Deepsea Disaster                          | Salvataggio sottomarino          | 27 ottobre 1973   |                 |
| 9      | 10     | Black Out                                 | Blackout                         | 3 novembre 1973   |                 |
| 10     | 11     | Arctic Adventure                          | Avventura al polo                | 10 novembre 1973  |                 |
| 11     | 12     | The Sunken Galleon                        | Il galeone                       | 17 novembre 1973  |                 |
| 12     | 13     | Goldmine                                  | La miniera                       | 24 novembre 1973  |                 |
| 13     | 14     | Rodeo                                     | Rodeo                            | 1º dicembre 1973  |                 |
| 14     | 15     | Hullabaloo in Hollywood                   | Mistero a Hollywood              | 8 dicembre 1973   |                 |
| 15     | 16     | Tidal Wave                                | L'onda anomala                   | 15 dicembre 1973  |                 |
| 16     | 17     | Lost                                      | Smarrito nel bosco               | 22 dicembre 1973  |                 |